# Olho-de-sogra
El olho-de-sogra (en portugués ‘ojo de suegra’) es el nombre de uno de los dulces más populares en las fiestas de cumpleaños de Brasil.
Se prepara mezclando coco rallado, yema de huevo, esencia de vainilla, margarina y leche condensada. Se calienta y se sigue mezclando hasta que se despega de la sartén. Entonces se retira y se deja reposar. Se hacen dulces con forma de croqueta y se cubren con trozos de ciruela (si está muy seca, puede ablandarse en agua), espolvoreando con azúcar glas.